# Plebicula narzana
Plebicula narzana är en fjärilsart som beskrevs av Obraztsov 1936. Plebicula narzana ingår i släktet Plebicula och familjen juvelvingar. Inga underarter finns listade i Catalogue of Life.